# IVG Immobilien

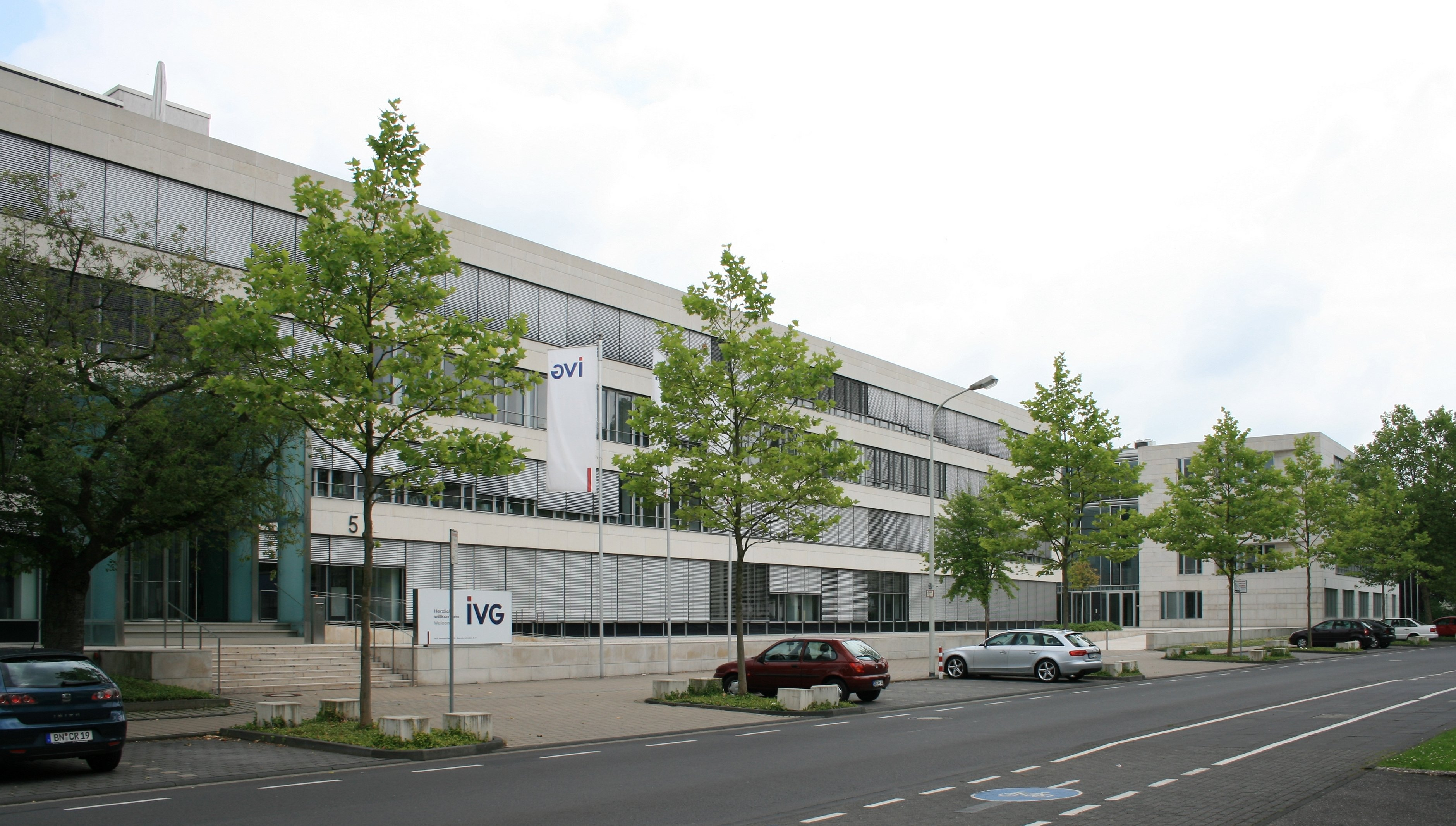
Siège social d'IVG à Bonn.

IVG Immobilien est une entreprise allemande de l'immobilier. Elle est propriétaire des stockages souterrains d’Etzel, en Basse-Saxe, où sont stockées une partie des réserves stratégiques de pétrole de l’Allemagne.

## Historique
L'Empire allemand avait fondé en 1916 cette « Société de Valorisation de l'Industrie Minière » (Verwertungsgesellschaft für Montanindustrie GmbH ), devenue en 1951 un groupe industriel : Industrieverwaltungsgesellschaft mbH, dont le propriétaire était la République Fédérale Allemande, le ministère fédéral des Finances assurant la gestion de l'entreprise. Ce groupe a été privatisé en deux fois : partiellement en 1986, puis entièrement en 1993. Il a été transformé en holding en 1996, avec séparation des activités financières des activités industrielles. Depuis 1997, la société s'est recentrée sur le mobilier de bureau puis, depuis 2002, sur le marché immobilier européen pour former IVG Immobilien AG.
IVG a acquis en 1994 50,1 % du groupe immobilier Oppenheim Immobilien-Kapitalanlagegesellschaft mbH (OIK), puis même 94% en 2006-2007. Il a racheté en 2005 33 cavernes souterraines d’Etzel, non loin de Wilhelmshaven, à l’État allemand, pour se lancer dans le stockage souterrain.
En novembre 2017, IVG Immobilien vend sa filiale Triuva Kapitalverwaltungsgesellschaft, qui gère pour $10 milliards d'actifs dans l'immobilier en Europe, à Patrizia Immobilien AG.